# Brainwashed
Brainwashed é o décimo segundo e último álbum de estúdio do cantor e compositor britânico George Harrison, lançado em novembro de 2002. Foi gravado pela Dark Horse/Capitol.
Com produção de George em parceria com Jeff Lynne e seu filho, Dhani Harrison, foi lançado postumamente após a morte do cantor, ocorrida em 2001. O projeto levou anos para ser produzido e foi lançado cerca de 15 anos depois de Cloud Nine (1987).
Apesar dos problemas em torno de sua produção, Brainwashed foi um sucesso de crítica, e chegou a ser indicado ao Grammy Awards de 2004.

## Lista de faixas
1. "Any Road" (Harrison)
2. "P2 Vatican Blue (Last Saturday Night)" (Harrison)
3. "Pisces Fish" (Harrison)
4. "Looking for my Life" (Harrison)
5. "Rising Sun" (Harrison)
6. "Marwa Blues" (instrumental) (Harrison)
7. "Stuck Inside a Cloud" (Harrison)
8. "Run So Far" (Harrison)
9. "Never Get Over You" (Harrison)
10. "Between the Devil and the Deep Blue Sea" (Arlen/Koehler)
11. "Rocking Chair in Hawaii" (Harrison)
12. "Brainwashed" (Harrison)

## Pessoal
- George Harrison - Vocais, guitarra solo, guitarra base, guitarra slide, violão, baixo, ukelele, dobro, teclados, percussão e backing vocals
- Jeff Lynne	- Baixo, guitarra elétrica, violão, piano, teclados e backing vocals
- Dhani Harrison - Violão, piano elétrico e backing vocals
- Jim Keltner - Bateria

### Músicos Adicionais
- Mike Moran - Teclados (3)
- Marc Mann - Teclados (3), arranjo de cordas(6)
- Ray Cooper - Percussão (6), bateria (10)
- Jools Holland - Piano (10)
- Mark Flannagan - Violão solo (10)
- Joe Brown - Violão (10)
- Herbie Flowers - Baixo (10), Tuba (10)
- Bikram Ghosh - Tabla (12)
- Jon Lord - Piano (12)
- Sam Brown - Backing vocals (12)
- Jane Lister - Harpa (12)
- Isabela Borzymowska - Leitura de "How To Know God" (The Yoga Aphorisms of Patanjali) (12)